# Listă de orașe și comunități din comitatul Maricopa, Arizona
Această pagină este o listă de orașe și comunități din comitatul Maricopa, statul Arizona, Statele Unite ale Americii.

Hartă a localităţilor încorporate a comitatului Maricopa

Orașele și comunitățile din Comitatul Maricopa, Arizona sunt
- Aguila, Ahwatukee, Apache Junction, Arlington, Avondale,
- Buckeye,
- Carefree, Cashion, Cave Creek, Circle City, Chandler,
- El Mirage,
- Fort McDowell, Fountain Hills,
- Gila Bend, Gilbert, Glendale, Goodyear, Guadalupe,
- Higley,
- Komatke,
- Laveen, Lehi, Liberty, Litchfield Park,
- Mesa, Mobile, Morristown,
- New River,
- Ocotillo,
- Palo Verde, Paradise Valley, Peoria, Phoenix,
- Queen Creek,
- Scottsdale, Sentinel, Sun City, Sun City West, Sun Lakes, Surprise,
- Tempe, Theba, Tolleson, Tonopah, Tortilla Flat,
- Waddell, Wickenburg, Wittmann,
- Youngtown.